# Amazonka dominikańska
Amazonka dominikańska (Amazona arausiaca) – gatunek średniej wielkości ptaka z rodziny papugowatych (Psittacidae), podrodziny papug neotropikalnych (Arinae). Endemit Dominiki. Narażony na wyginięcie.

## Taksonomia
Po raz pierwszy gatunek opisał Philipp Ludwig Statius Müller w wydanym w 1776 suplemencie do Vollstèandiges Natursystem.... Autor nadał nowemu gatunkowi nazwę Psittacus arausiacus. Obecnie (2020) Międzynarodowy Komitet Ornitologiczny umieszcza amazonkę dominikańską w rodzaju Amazona; uznaje ją za gatunek monotypowy. Amazonki dominikańskie są blisko spokrewnione z modrogłowymi (A. versicolor), obydwa gatunki tworzą klad.

## Morfologia
Długość ciała dla 7 osobników, według Roberta Ridgwaya: 375–426 mm. Wymiary szczegółowe dla 2 samców i 5 samic (w nawiasie), według Ridgwaya: długość skrzydła 250–263 (244–258) mm, długość ogona 151–159 (147–156) mm, długość dzioba 31–34,5 (30,5–34) mm, długość skoku 24,5–25 (23–25) mm. Ogółem upierzenie jest zielone, przód głowy i czoło niebieskie. Naga obrączka oczna biała. Na gardle występuje zazwyczaj czerwona plama. Lusterko czerwono-żółte. Lotki z czarniawymi końcówkami. Dziób o barwie rogu, lekko żółtawy. Nogi szare.

## Zasięg występowania
Gatunek endemiczny dla Dominiki. Zasięg obejmuje głównie okolice Morne Diablotins, jednak amazonki dominikańskie spotykane są również na dalekiej północy wyspy (okolice Morne aux Diables), na wschodzie, południowym wschodzie, centrum wyspy i w Parku Narodowym Morne Trois Pitons.

## Ekologia i zachowanie
Amazonki dominikańskie zamieszkują lasy deszczowe. Odnotowywane zazwyczaj od poziomu morza do 800 m n.p.m., okazjonalnie do 1200 m n.p.m. Odwiedzają również tereny rolnicze, głównie uprawy cytrusów, marakui i mango. Zjadają również owoce (lub nasiona) m.in. Dacryodes, Licania, Richeria, Amanoa.
Okres lęgowy trwa od lutego do czerwca. Gniazdo umieszczone jest w dziupli, często Dacryodes excelsa lub Sloanea berteriana, zwykle na wysokości 11–25 m nad ziemią. Często wejście do dziupli osłonięte jest pnączami lub roślinami z rodziny bromeliowatych. W zniesieniu 2 lub 3 jaja. Mają białą skorupkę. Są składane w kilkudniowych odstępach. Pisklęta opisano po raz pierwszy w 1999, kiedy po raz pierwszy dokonano obserwacji młodych. Odnaleziono dwa gniazda, w jednym znaleziono pisklę i dwa niezapłodnione jaja, zaś w drugim – dwa żywe pisklęta i jedno nieżywe (wiek w momencie śmierci oszacowano na 5 tygodni).

## Status
IUCN uznaje amazonkę dominikańską za gatunek narażony na wyginięcie (VU, Vulnerable) nieprzerwanie od 1994 (stan w 2020). W 2012 szacowano liczebność populacji na  850–1000 dorosłych osobników. BirdLife International uznaje trend liczebności populacji za wzrostowy. Zagrożeniem dla tych ptaków jest wycinka lasów celem pozyskania nowych obszarów rolniczych, jednak sadzenie na ich miejsce plantacji owoców jest korzyścią dla amazonek. Potencjalny huragan, który dorównałby siłą huraganowi David, mógłby odwrócić trend wzrostowy populacji.